# Ron-Thorben Hoffmann
Ron-Thorben Hoffmann (Rostock, 4 de abril de 1999) es un futbolista alemán. Juega como portero y milita en el Eintracht Brunswick de la 2. Bundesliga.

## Carrera
En verano de 2015 Hoffmann abandonó el R. B. Leipzig para fichar por las categorías inferiores del Bayern.
El 16 de mayo de 2018 firmó su primer contrato profesional hasta 2021 con el Bayern de Múnich.
En el cierre del mercado de mediados de 2021 fue fichado a préstamo por el Sunderland A. F. C. Cuando este finalizó se marchó definitivamente del conjunto bávaro al Eintracht Brunswick. Allí estuvo un par de temporadas y en 2024 fichó por el F. C. Schalke 04. En sus primeros meses con este equipo disputó tres encuentros, por lo que en enero regresó a Brunswick como cedido.

## Palmarés

### Títulos nacionales
| Título                | Club                | País     | Año     |
| --------------------- | ------------------- | -------- | ------- |
| Supercopa de Alemania | Bayern de Múnich    | Alemania | 2018    |
| Bundesliga            | Bayern de Múnich    | Alemania | 2018-19 |
| Copa de Alemania      | Bayern de Múnich    | Alemania | 2018-19 |
| Regionalliga Bayern   | Bayern de Múnich II | Alemania | 2018-19 |
| Bundesliga            | Bayern de Múnich    | Alemania | 2019-20 |
| 3. Liga               | Bayern de Múnich II | Alemania | 2019-20 |
| Bundesliga            | Bayern de Múnich    | Alemania | 2020-21 |

### Títulos internacionales
| Título                       | Club             | Sede     | Año     |
| ---------------------------- | ---------------- | -------- | ------- |
| Liga de Campeones de la UEFA | Bayern de Múnich | Portugal | 2019-20 |
| Supercopa de Europa          | Bayern de Múnich | Budapest | 2020    |
| Copa Mundial de Clubes       | Bayern de Múnich | Catar    | 2020    |